# Arzin
Arzin je anorganska spojina s formulo AsH3. Ta gorljiv, samovnetljiv in zelo strupen plin je eden od najpreprostejših spojin arzenov. Kljub smrtonosnosti, se najde v uporabi v industriji polprevodnikov in za sintezo organsko-arzenovih spojin. Izraz arzin se običajno uporablja za opis vrste organsko-arzenovih spojin s formulo AsH3-xRx, kjer je R aril ali arkil. Primer As(C6H5)3, imenovan tripenilarzin, je naveden kot "arzinski".

## Splošne lastnosti
V svojem normalnem stanju je arzin brezbarven, gostejši od zraka, je rahlo topen v vodi (20% pri 20 °C) in prav tako v številnih organskih topilih. Ker je sam arzin brez vonja, je zaradi oksidacije v zraku možen rahel vonj po česnu ali ribi, ko je spojina prisotna približno nad 0,5 ppm. Splošno velja, da je ta spojina stabilna, saj se pri sobni temperaturi zgolj počasi razgradi. Pri temperaturah približno 230 °C je razpad na arzen in vodik hiter. Precej dejavnikov, kot so vlaga, prisotnost svetlobe in nekateri katalizatorji (in sicer aluminij) olajšajo stopnjo razpadanja.
AsH3 je piramidasta molekula z H−As−H s kotom 91.8° in s tremi enakovrednimi As−H vezmi, vsak z dolžino 1,519 Å.

## Odkritje in sinteza
AsH3 se običajno pripravi z reakcijo virov As3+ in z ekvivalenti H−.
4AsCl3 + 3NaBH4  →  4AsH3 + 3NaCl + 3BCl3
Kot so poročali leta 1775, Carl Scheele zniža arzenov(III) oksid s cinkom v prisotnosti s kislino. To je uvod v Marshov preizkus, opisan v nadaljevanju.
Druga možnost je, viri As2− reagirajo s protonskimi reagenti, ki tudi proizvajajo ta plin:
Zn3As2 + 6H−  →  2AsH3 + 3Zn2+
Na3As + 3HBr  →  AsH3 + 3NaBr

## Reakcije
Naše razumevanje kemijske lastnosti AsH3 je dobro razvito in se lahko predvideva na osnovi povprečnega obnašanja PH3 in SbH3>.

### Termični razpad
Tipično za težke hidride (npr. SbH3, TeH2, SnH4), je AsH3 nestabilen glede na njihove elemente. Z drugimi besedami, AsH3 je kinetično stabilen, vendar ne termodinamično.
AsH3  →  3H2 + 2As
Ta razpadajoča reakcija je osnova za Marshov preizkus, opisan v nadaljevanju, ki zazna kovinski As.

### Oksidacija
Nadaljevanje analogije s SbH3, AsH3 zlahka oksidira v koncentriranem O2 ali rahlo razredčeni koncentraciji O2 v zraku:
2AsH3 + 3O2  →  As2O3 + 3H2O
Arzin bo burno reagiral v prisotnosti močnih oksidantov, kot so kalijev permanganat, natrijev hipoklorit ali dušikova kislina.

### Predhodnik kovinskih derivatov
AsH3 se uporablja kot predhodnik kovinskih kompleksov "golega" (ali "skoraj golega") As. Ponazoritveno je bimanganova vrsta
[(C5H5)Mn(CO)2]2AsH, pri čemer je Mn2As jedro ravninsko.

### Gutzeitov preizkus
Značilni preizkus za arzen vključuje reakcijo AsH3 z Ag+ skupino, ki se imenuje Gutzeitov preizkus za arzen. Čeprav je ta preizkus postal zastarel v analitični kemiji, osnovna reakcija nadalje ponazarja pripadnost AsH3 na "mehke" kovinske katione. Pri Gutzeitovem preizkusu AsH3 nastane z redukcijo vodnih arzenovih spojin, običajno arzeniti z Zn v prisotnosti H2SO4. Sproščeni plinasti AsH3 je nato izpostavljen AgNO3 bodisi v obliki praška ali v obliki raztopine. S trdno snovjo AgNO3, AsH3 reagira na proizvedeni rumeni Ag4AsNO3, medtem ko AsH3 reagira z raztopino AgNO3, da dobimo črne AgAs3.

### Kislinsko-bazne reakcije
Kisle lastnosti vezi As–H se pogosto izkoriščajo. Tako lahko AsH3 deprotoniramo:
AsH3 + NaNH2  →  NaAsH2 + NH3
Po reakciji z aluminijevim tri-alkilom, AsH3 daje trojni [R2AlAsH2]3, kjer je R (CH3)3C. Ta reakcija se nanaša na mehanizem, s katerem GaAs tvori iz AsH3 (glej spodaj).
AsH3 splošno velja za nebazično, vendar se lahko protonira s superkislinami, ki da posamezne soli tetraedrskim vrstam [AsH4]+.

### Reakcija s halogenskimi spojinami
Reakcije arzina s halogeni (fluor in klor) ali z nekaterimi njihovimi spojinami, kot je dušikov triklorid, so izredno nevarni in lahko povzročijo eksplozijo.

### Povezanost
V nasprotju s poznavanjem PH3, AsH3 ne tvori stabilne verige, čeprav so bili odkriti H2−As−AsH2, H2As−AsH2 in celo H2As−As(H)−AsH2. Diarzin je nestabilen nad −100 °C.

## Uporaba

### Uporaba v mikroelektroniki
AsH3 se uporablja pri sintezi polprevodniških materialov, povezanih z mikroelektroniko in z laserji trdnih snovi. V zvezi s fosforjem je arzen n-dopantom za silicij in germanij. Še pomembneje je, da se AsH3 uporablja za izdelavo polprevodniških GaAs za kemično parno nanašanje (CVD) pri 700-900 °C:
Ga(CH3)3 + AsH3  →  GaAs + 3CH4
Za uporabo v mikroelektroniki se lahko arzin oskrbuje preko vira bazičnega atmosferskega plina. Pri tej vrsti paketa plinov, arzin adsorbira na trden mikroporozen adsorbent znotraj jeklenke. Ta metoda omogoča, da se hrani brez pritiska, kar znatno zmanjša tveganje puščanja arzin plina iz jeklenke. S to napravo se arzin pridobi z vakuumom na izhodnem ventilu plinske jeklenke. Za proizvodnjo polprevodnikov je ta metoda praktična, saj ti postopki običajno delujejo pod visokim vakuumom.

### Kemična bojna sredstva
Že pred 2. svetovno vojno je bil AsH3 predlagan za možno kemično vojaško orožje. Plin je brez barve, skoraj brez vonja, 2,5-krat gostejši od zraka, kar je potrebno za učinek zadušitve, kar se skuša doseči pri kemičnem vojskovanju. Prav tako je smrtonosen v koncentracijah, ki je daleč nižji od tistih, ki oddaja svoj vonj podoben česnu. Kljub teh lastnosti se arzin ni uradno nikoli uporabljal kot orožje, zaradi visoke vnetljivosti in zaradi manjše učinkovitosti v primerjavi z negorljivo alternativo fosgena. Po drugi strani pa je več organskih spojin, ki temeljijo na arzinu, kot luzit (β-klorovinildikloroarzin), adamsite (difenilaminokloroarzin), Clark I (difenilkloroarzin) in Clark II (difenilcianoarzin) so bili dejansko razviti za kemično vojskovanje.

## Forenzična znanost in Marshov preizkus
AsH3 je dobro znan tudi v forenzični znanosti, saj je kemični posrednik pri odkrivanju zastrupitve z arzenom. Star (vendar zelo občutljiv) Marshov preizkus ustvarja AsH3 v prisotnosti arzena.